# Křinec
Křinec är en köping i Tjeckien.   Den ligger i regionen Mellersta Böhmen, i den centrala delen av landet, 50 km öster om huvudstaden Prag. Křinec ligger 194 meter över havet och antalet invånare är 1 351.
Terrängen runt Křinec är platt. Runt Křinec är det ganska glesbefolkat, med 47 invånare per kvadratkilometer. Närmaste större samhälle är Nymburk, 11,1 km sydväst om Křinec. Trakten runt Křinec består till största delen av jordbruksmark.